# نیژکوویتسه
نیژکوویتسه (به چکی: Nížkovice) یک منطقهٔ مسکونی در جمهوری چک است که در ناحیه ویشکوو واقع شده‌است. نیژکوویتسه ۷٫۰۲ کیلومتر مربع مساحت و ۶۷۳ نفر جمعیت دارد و ۲۶۰ متر بالاتر از سطح دریا واقع شده‌است.